# Thomas Eriksson (längdskidåkare)
Thomas Eriksson, född 7 oktober 1959 i Borlänge i Sverige, är en svensk längdskidåkare.
Eriksson tävlade mellan åren 1982 och 1997. Hans största merit var den sensationella segern på 30 kilometer vid världsmästerskapen 1982 i Holmenkollen. Eriksson var även med i stafettlagen som tog medalj både vid Världsmästerskapen 1985 i Seefeld in Tirol och VM 1991 i Val di Fiemme. Han gick under smeknamnet "Oljan" som han fick för sin enorma spurtsnabbhet, eftersom det såg ut som om han bara rann ifrån motståndaren. Smeknamnet kan också härröra från hans frisyr.
Hans sista stora mästerskap blev världsmästerskapen 1993 i Falun, där han blev 27:a som bäst.
I stafetten vid världsmästerskapen 1985 skickade Thomas Wassberg ut Eriksson i ledning men han föll två gånger på sin tredjesträcka och växlade som femte man till Gunde Svan, som på slutsträckan tog in över en minut på framförvarande lag och körde upp Sverige till en bronsmedalj. En upprörd Svan sade efter loppet i direktsändning i SVT: "Att ramla en gång må vara hänt men att göra det två gånger är oförlåtligt. Nu fick vi nöja oss med snusbrun medalj"
På klubbsidan tävlade han för Domnarvets GoIF, och blev svensk mästare på 15 kilometer 1981, samt på 50 kilometer 1981 och 1982.
Vid olympiska vinterspelen 1980 i Lake Placid slutade han på 11:e plats på 15 kilometer samt på 16:e plats på 50 kilometer. Dessutom ingick han i det svenska herrlag, som slutade på 5:e plats på 4x10 kilometer stafett.